# Obrimus
Obrimus is een geslacht van Phasmatodea uit de familie Heteropterygidae. De wetenschappelijke naam van dit geslacht is voor het eerst geldig gepubliceerd in 1875 door Carl Stål.

## Soorten
Het geslacht Obrimus omvat de volgende soorten:
- Obrimus bicolanus Rehn & Rehn, 1939
- Obrimus bufo (Westwood, 1848)
- Obrimus mesoplatus (Westwood, 1848)
- Obrimus uichancoi Rehn & Rehn, 1939